# Idiomatisierung
Idiomatisierung (auch Demotivierung, Lexikalisierung) bezeichnet den Ablauf des semantischen Wandels eines ursprünglich komplexen sprachlichen Ausdrucks dahin, dass seine Bedeutung nicht mehr aufgrund seiner Teilbedeutungen bestimmt werden kann (vgl. Frege-Prinzip).
Flugzeug, blaumachen, Augenblick und Faustregel sind solche idiomatisierten sprachlichen Ausdrücke, im Gegensatz zu motivierten Bildungen wie Holztür, deren Bedeutung als eine Tür, genauer gesagt, eine Tür aus Holz analysiert werden kann (siehe auch: Komposition, Wortbildung).
Im Fall von syntaktisch komplexen Konstruktionen spricht man vom Phraseologismus (z. B. jemandem einen Bären aufbinden).
Idiomatisierung verursacht die Notwendigkeit komplexe Ausdrücke zu lexikalisieren, das heißt eine Gesamtbedeutung ins mentale Lexikon aufzunehmen, und nicht wie bei motivierten Bildungen anhand der Einzelbedeutungen der Teile zu interpretieren. Somit bezeichnet in strengerer Unterscheidung die Lexikalisierung den Vorgang der Aufnahme in dieses Lexikon, die Idiomatisierung den Vorgang des Verlusts der semantischen Motiviertheit bei der Bildung des komplexen Ausdrucks.
Der Prozess der Idiomatisierung kann als graduelles Phänomen angesehen werden, das heißt, der Wandel vollzieht sich in Abstufungen (wie z. B. bei Urlaubszeit, Teezeit, Mahlzeit, Hochzeit) und wird meist als diachroner Prozess aufgefasst.